# Atentado ao Barão de Ladário
O Atentado ao Barão de Ladário foi um atentado contra a vida de José da Costa Azevedo, na época, Barão de Ladário e Ministro da Marinha, por ter resistido contra a ordem de prisão dos golpistas durante a Proclamação da República do Brasil. O episódio ocorreu exatamente quatro meses depois do atentado contra o imperador dom Pedro II do Brasil, perpetrado por Augusto do Valle (Atentado de Julho de 1889). 
O barão foi considerado por muito tempo a única vítima das tropas republicanas. Todavia, novos estudos também sinalizam vítimas no Maranhão, no evento conhecido como Massacre de 17 de novembro.
José da Costa Azevedo conseguiu sobreviver ao atentado e só veio a morrer em setembro de 1904.

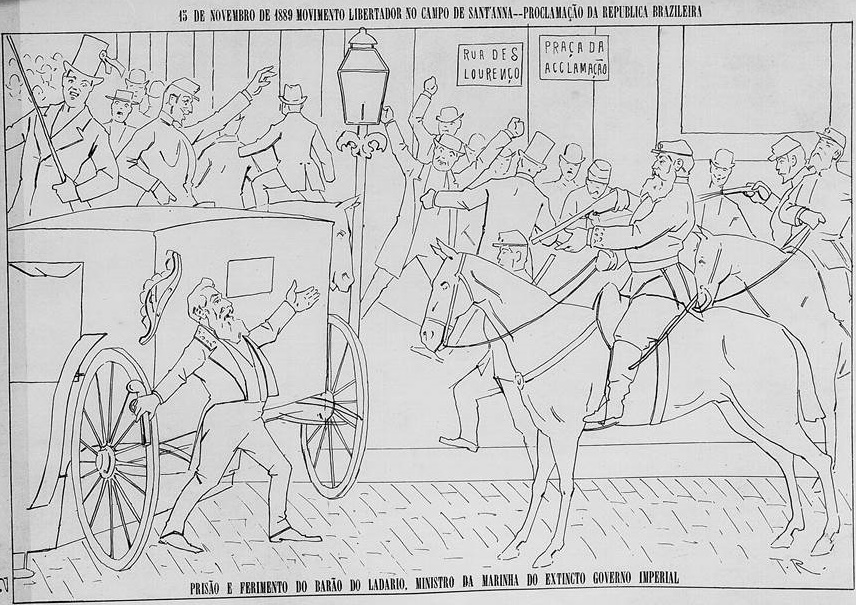
Charge de Teixeira da Rocha ilustrando o episódio da prisão e ferimento do barão de Ladário, ministro da Marinha do Império (Vida Fluminense, de 17/11/1889).